# أجنحة لبنان

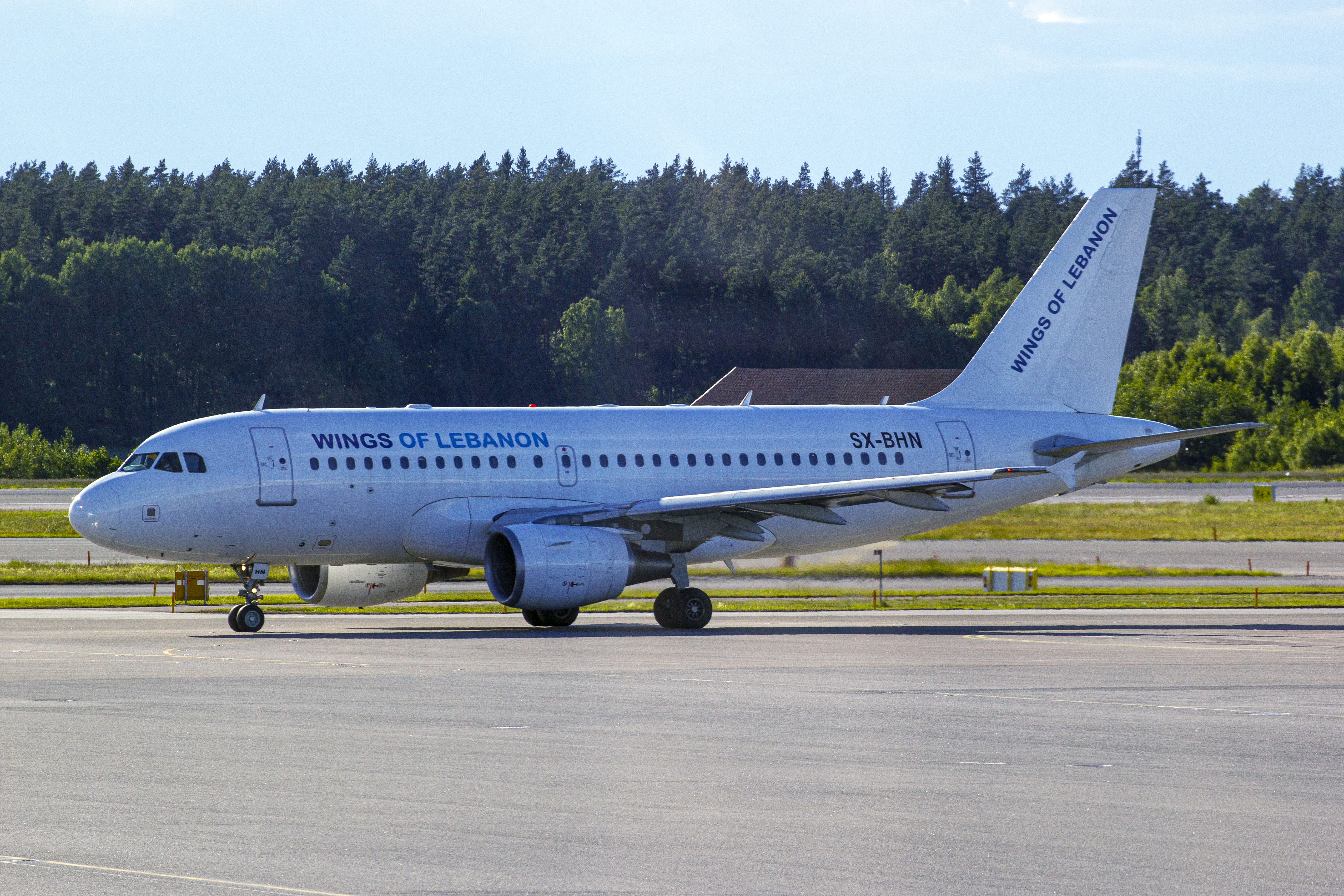
صورة لأحد الطائرات التابعة لطيران أجنحة لبنان، في لحظة هبوطها على أراضي أيرلندا

أجنحة لبنان هي شركة طيران لبنانية خاصة، وقد وسعت في يوليو 2016 نموذج اعمالها من العمليات البحتة لتشمل خدمات  نقل الركاب الدولية المجدولة الموسمية إلى حد كبير من قاعدتها الرئيسية في مطار رفيق الحريري الدولي في بيروت. وقد قام الشركة علي مدار التاريخ بتشغيل طائره بوينغ 737-300 (OD-HAJ) ، ولكنها وسعت عملياتها باستخدام مجموعه متنوعة من طائرات بوينغ 737-700 المستأجرة وكذلك إيرباص 319 و 321 في مواسم الذروة والصيف. والآن تمتلك بوينغ 737-700 (T7).

## وجهات
تقوم أجنحة لبنان بتشغيل المسارات الموسمية التالية:
مصر
شرم الشيخ - مطار شرم الشيخ الدولي (ميثاق موسمي)
جورجيا
تبليسي - مطار تبليسي الدولي
```
[
2
]
```

إيران
مشهد - مطار مشهد الدولي
طهران - مطار الإمام الخميني الدولي
تركيا
أضنة - مطار أضنة ساكيرباسا
دالامان - مطار دالامان (الميثاق الموسمي)
مطار بودروم

### الأسطول الحالي
يتكون أسطول أجنحة لبنان حاليا من الطائرات التالية:

| Aircraft         | In Service | Orders | Passengers | Notes                          |
| ---------------- | ---------- | ------ | ---------- | ------------------------------ |
| بوينغ 737 كلاسيك | 1          | 0      | 148        | Used Before By another airline |
| Total            | 1          | 0      |            |                                |

### الاسطول السابق
الأسطول التاريخي لأسطول أجنحة لبنان هو كما يلي:

1 إيرباص إيه 320 "مستأجرة"
1 إيرباص إيه 321 "مستأجرة"
- بوينغ 737 كلاسيك "مستأجرة"
- بوينغ 737-300 (OD-HAJ) مملوكة من قبلهم.
- بوينغ 737-400 "مستأجرة"
- بوينغ 737 الجيل الجديد

## روابط خارجية
- Official website